# 济宁市第一中学
山东省济宁市第一中学是一所位于山東省济宁市的中学。

## 历史
1902年，直隶州官立中学堂成立。1912年，更名为“济宁中学校”。1913年，更名为“山东省第十二中学”。1914年，更名为“山东省立第七中学校”。1932年，更名为“山东省济宁初级中学校”。1942年，更名为“山东省立济宁中学”。
1948年7月，合并济宁县立简易师范学校，成立“济宁联合中学”，由中学部与师范部两部分组成，校址设在现太白校区（原中西中。学校址），接收私立华光中学和私立中山中学的部分教师、学生。
1949年，学校师范部迁回老校址（现济宁运河实验中学所在地）。
1951年，以学校师范部为基础，成立“山东省济宁第二中学”，“山东省立济宁中学”更名为“山东省济宁第一中学”。1956年，“山东省济宁第一中学”改称“山东省济宁市第一中学”；“山东省济宁第二中学”改称“山东省济宁市第二中学”。
1962年，被山东省教育厅确定为省重点中学。1981年，被省教育厅重新确定为首批办好的19所省重点中学之一。1992年，被山东省教育委员会命名为首批省级规范化学校。
2000年7月，济宁一中与济宁二中合并，组建新的“山东济宁市第一中学”。
2013年8月31日，济宁一中北湖校区正式启用，原济宁一中古槐校区划归济宁市运河实验中学使用。

## 校园介绍
济宁一中目前拥有太白、北湖、任城三个校区。
北湖校区座落于济宁市太白湖（旧名北湖）新区，故而得名。于2013年8月31日正式投入使用。占地500余亩，建筑面积15.38万平方米。

## 校歌
校歌由济宁校友乔羽创作，作曲家李志国（济宁学院音乐学院教授）谱曲。

## 知名校友
- 郭帆，电影导演[4]
- 魏衍儒，第38届全国青少年科技创新大赛全国一等奖、茅以升专项技术奖获得者[5]